# Épiaire annuelle
Stachys annua
Espèce
L'Épiaire annuelle (Stachys annua) est une espèce de plantes à fleurs de la famille des Lamiacées.